# Sjevernopacifički galeb
Sjevernopacifički galeb (Larus glaucescens) je veliki, bjeloglavi galeb. Specifični naziv glaucescens je novo-latinski izraz za "slatko" iz starogrčkog, glaukos. 

## Rasprostranjenost
Ovaj se galeb rijetko može naći daleko od oceana. Cijelu godinu ga se može naći od zapadne obale Aljaske do obale Washingtona, te na području Seattla. Gnijezdi se na jugozapadnoj obali Aljaske, ljeti i na ruskom Dalekom istoku. Tijekom zime se mogu naći duž obala Kalifornije, Oregona, te meksičkih država Baja California, Baja California Sur i Sonora. Često tvori hibride s Larus occidentalis, zbog čega je ponekad teško odrediti vrstu - posebno u području Puget Sounda. Ova vrsta također redovito hibridizira s Larus smithsonianus, na Aljaski. Obje hibridne kombinacije nalikuju Thayerovom galebu.
Izuzetno rijetko svraća u zapadnu palearktičku regiju, a zabillježeno je pojavljivanje u Maroku, Kanarskim otocima, te u veljači i ožujku 2016. godine, u Irskoj. Također je zabilježen na otoku Britaniji u zimama 2006./07. i 2008./09. U zimu 2008./2009., ptice su se pojavile u mjestu Saltholme Pools, u Clevelandu, a događaj je privukao stotine promatrača ptica. 

## Životni vijek
Smatra se da ovi galebovi žive oko 15 godina, ali neki žive puno duže; na primjer, ptica u Britanskoj Kolumbiji živjela je više od 21 godine,  dok je jedna u američkoj saveznoj državi Washington živjela najmanje 22 godine i 9 mjeseci. Ipak, rekord dugovječnosti s preko 37 godina drži ptica koja je u Britanskoj Kolumbiji prstenovana kao pilić.

## Opis
Ovaj je galeb velika ptica, po veličini bliska Larus smithsonianus, na kojeg površno sliči, i zapadnom galebu s kojim je vjerojatno genetski najsrodnija. Duljine je između 50 i 68 cm, raspona krila između 120 i 150 cm, a tjelesna masa mu je između 730 i 1690 hrama, u prosjeku 1010 grama. Ima bijelu glavu, vrat, prsi i trbuh, bijeli rep i biserno siva krila i leđa. Krajevi krila su mu bijeli. Noge su ružičaste, a kljun je žut s crvenom subterminalnom točkom (mjesto pri kraju kljuna koje pilići kljucaju kako bi potaknuli povraćanje). Čelo je donekle ravno. Tijekom zime glava i potiljak su tamniji, a subterminalna točka postaje tamna.
Mlade ptice su smeđe ili sive s crnim kljunovima, a treba im četiri godine da dobiju odraslo perje.
Hrani se uz obalu, strvinareći mrtve ili slabe životinje, ribu, školjke i ostatke. U urbanim sredinama dobro je poznat po svojoj tendenciji da prihvaća hranu od ljudi i kljuca nezaštićene vreće smeća u potrazi za nečim jestivim. Njegov krik je tiho "kak-kak-kak" ili "wow", ili visoki ton nalik plakanju.
Gnijezdi se ljeti, a svaki par podigne dva ili tri pilića koji opernate sa šest tjedana.

## Vanjske poveznice
|  | Zajednički poslužitelj ima još gradiva o temi Larus glaucescens |
|  | Wikivrste imaju podatke o taksonu Larus glaucescens             |